# خیوس (شهر)
خیوس (به لاتین: Chios) یک شهر در یونان است که در Chios Municipality واقع شده‌است.

## خواهرخوانده
شهرهای جنوآ و Metropolitan City of Genoa خواهرخوانده‌های خیوس (شهر) هستند.

## نگارخانه

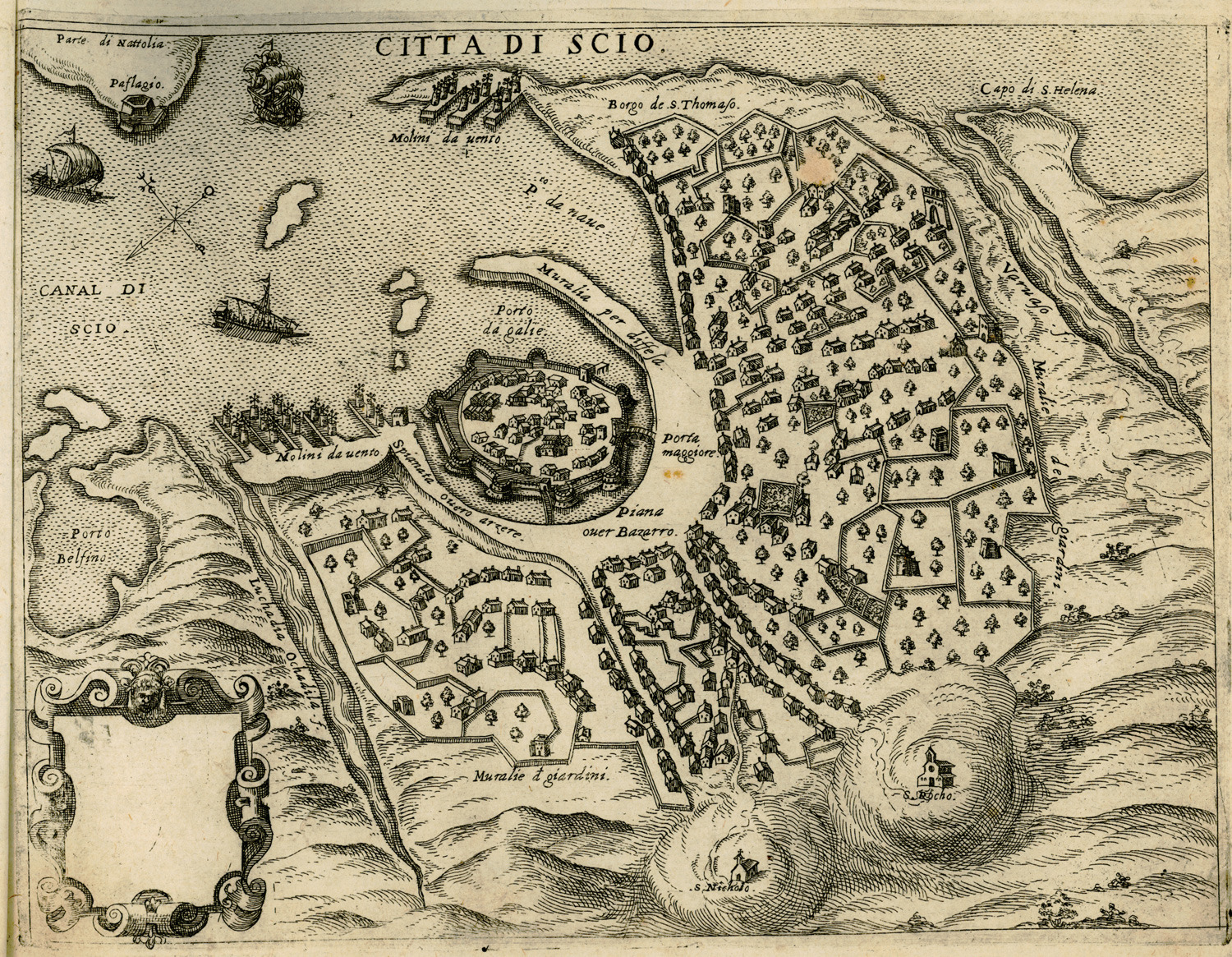
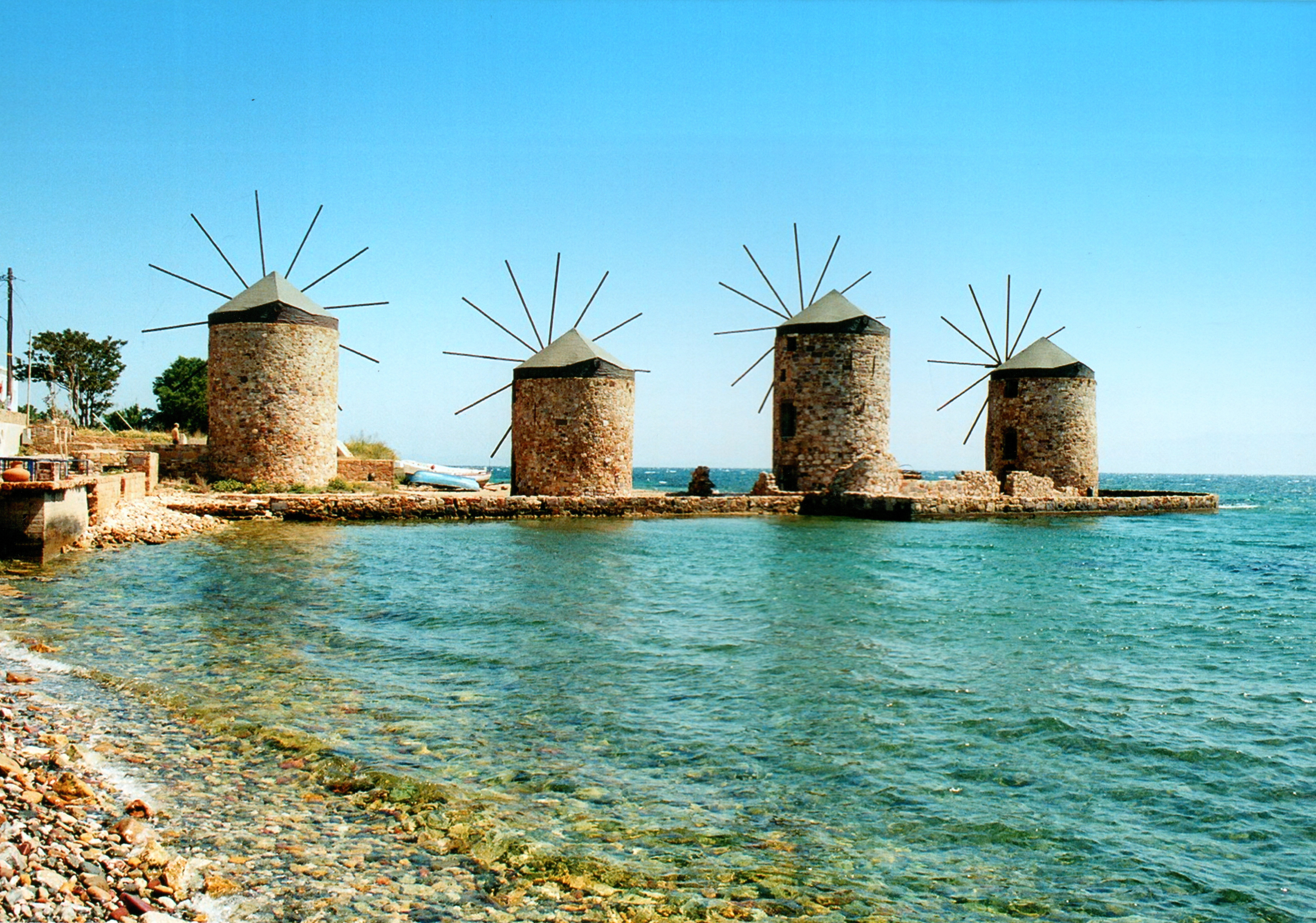
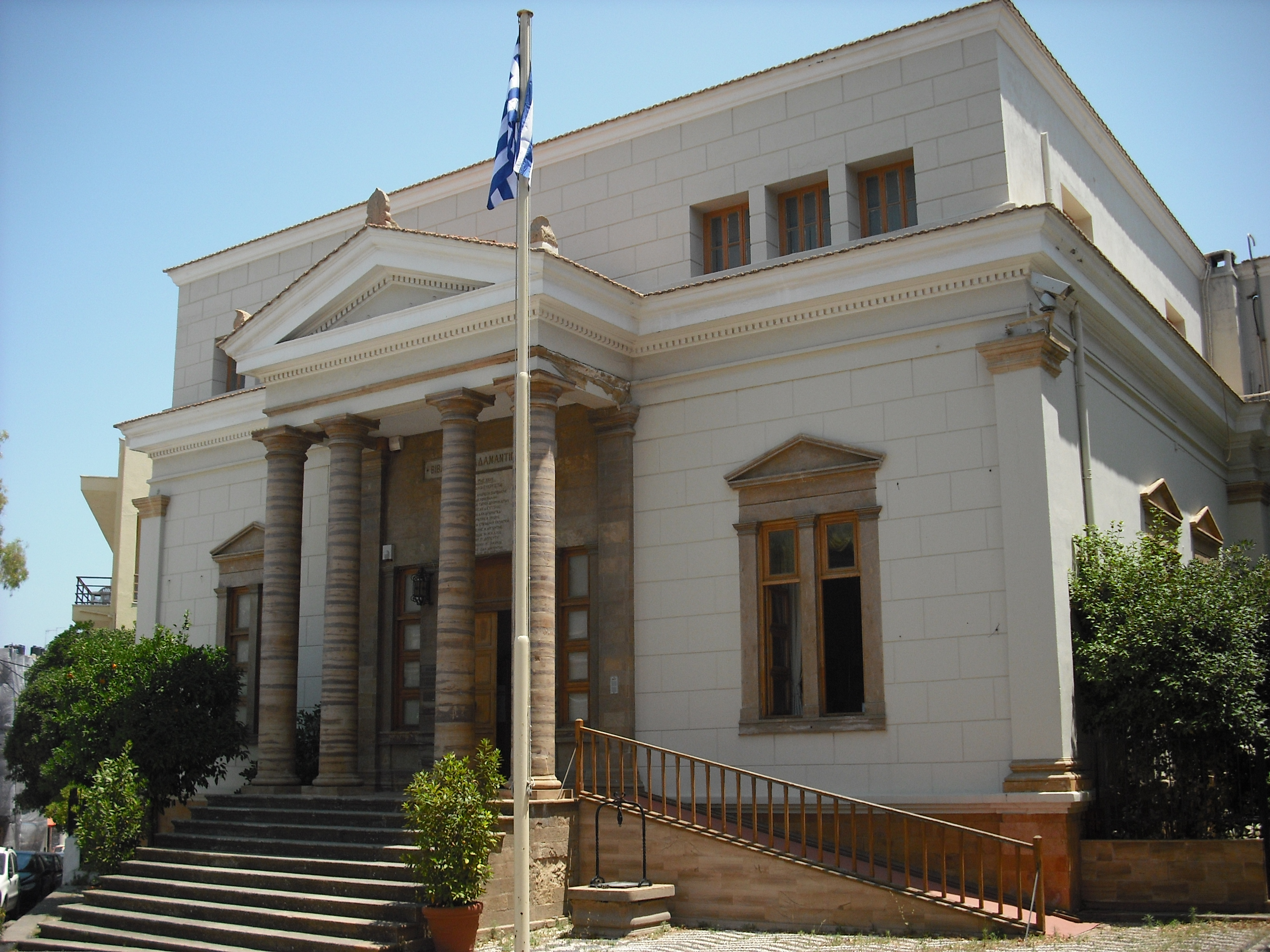
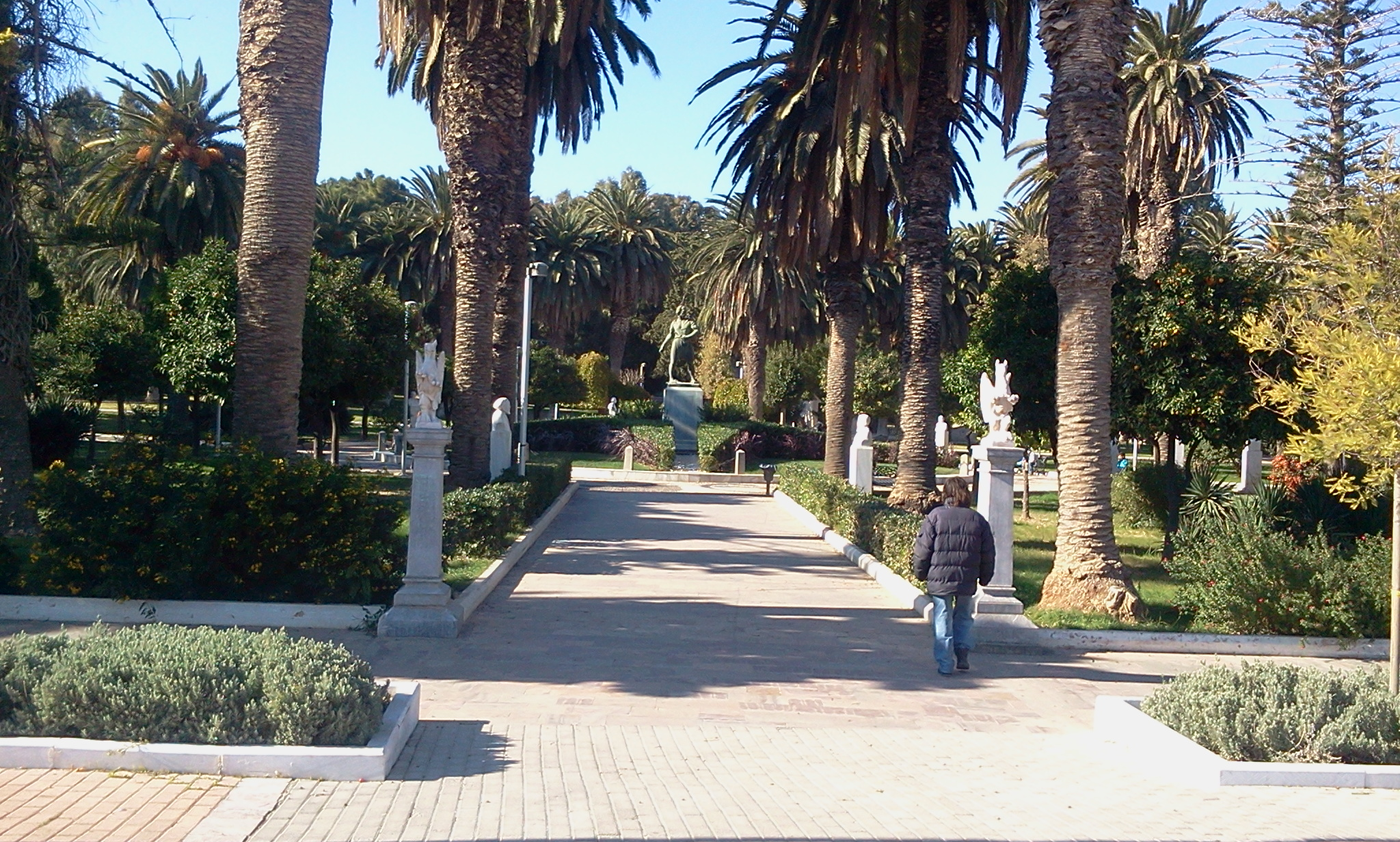
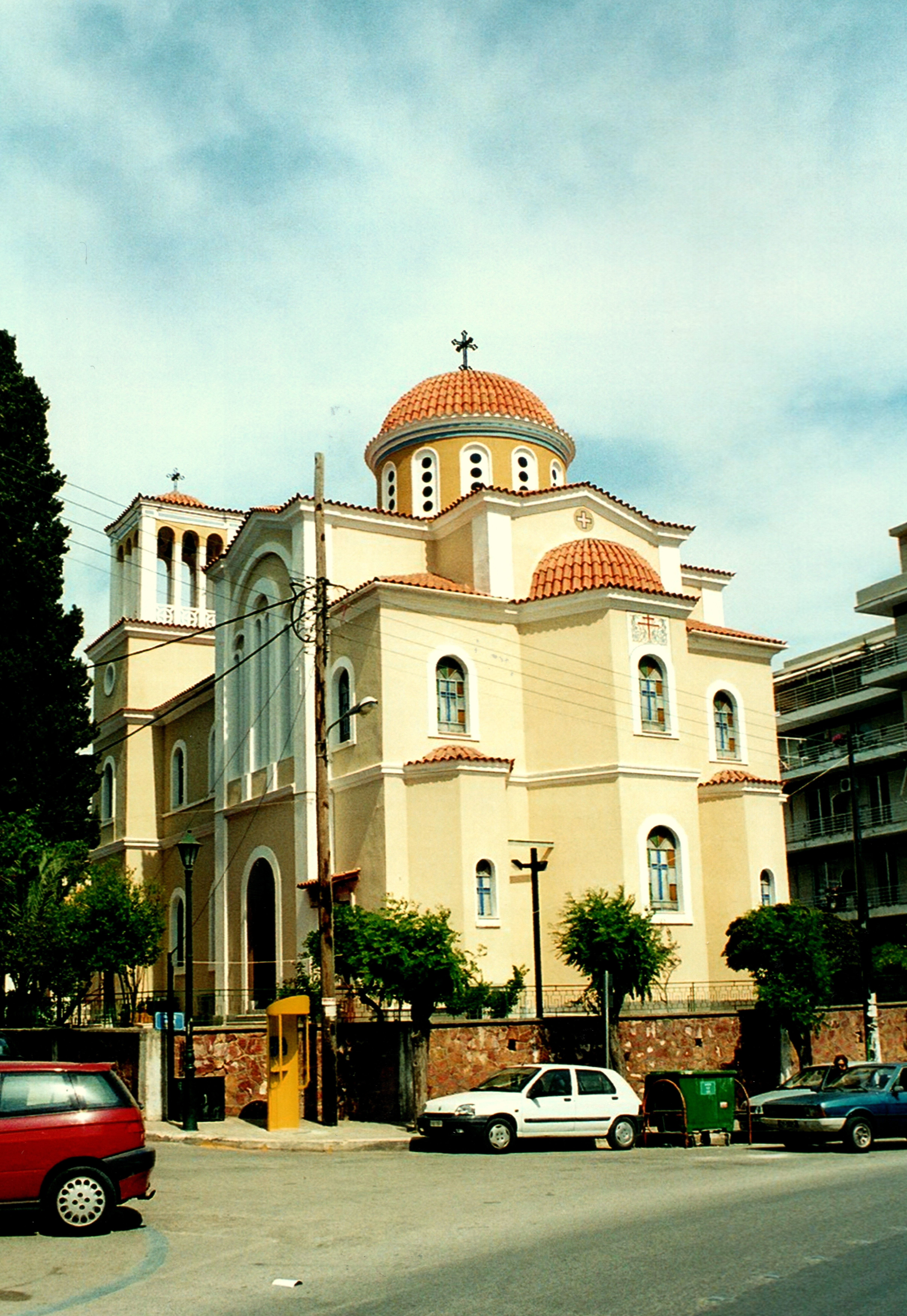
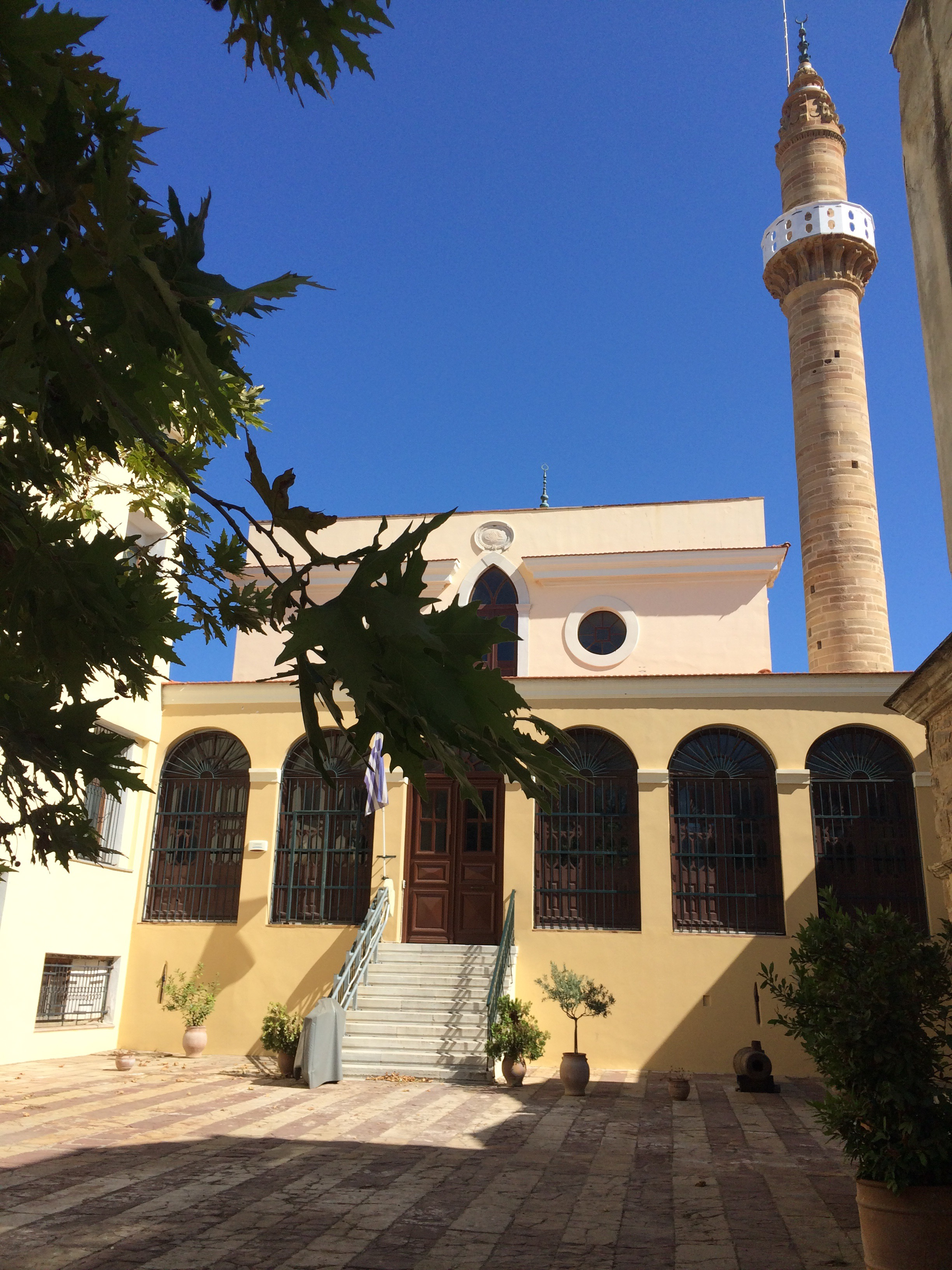
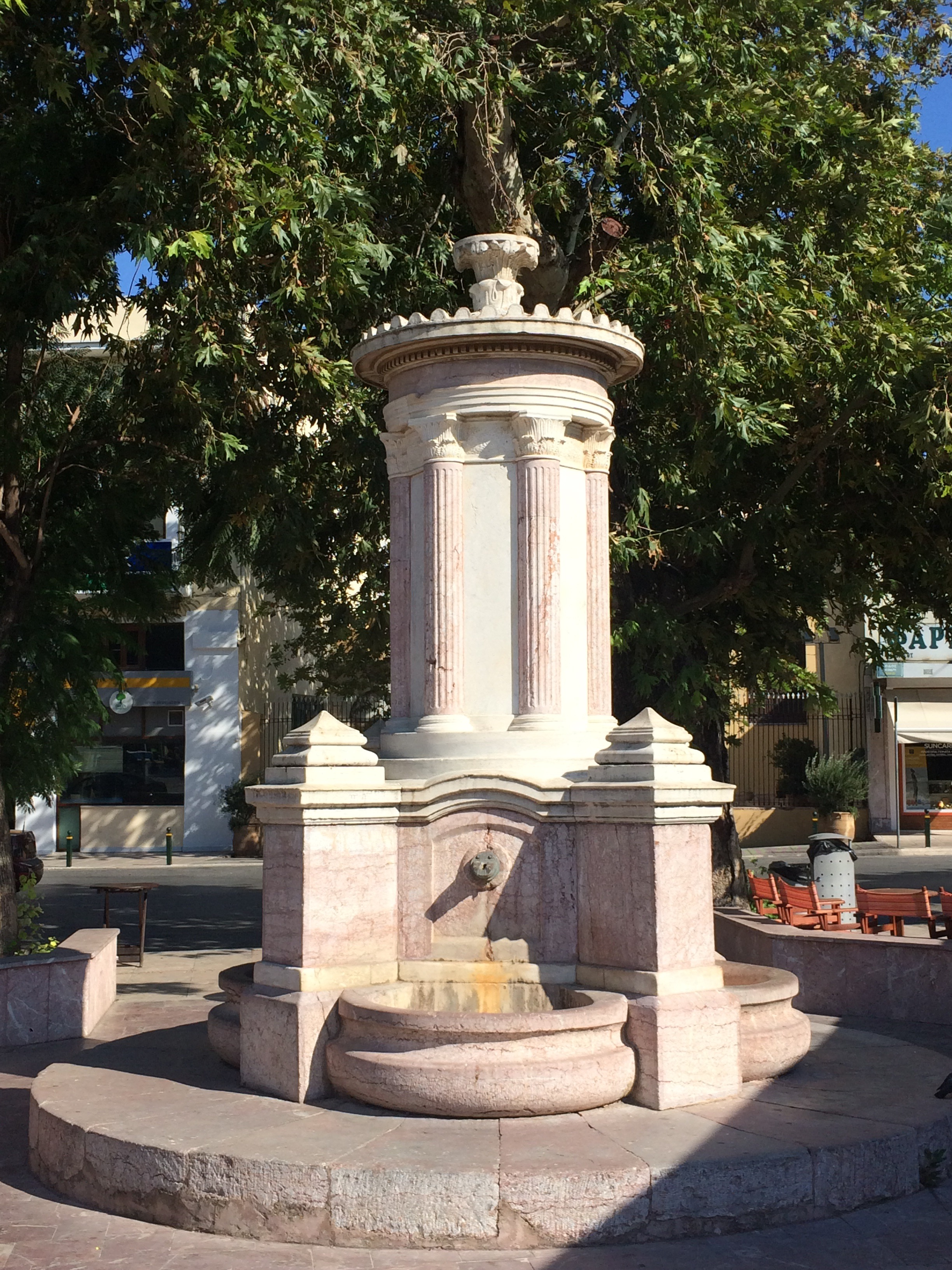